# Lacinipolia meditata
Lacinipolia meditata là một loài bướm đêm trong họ Noctuidae.